# Pari mutuel
 (août 2025).
Si vous disposez d'ouvrages ou d'articles de référence ou si vous connaissez des sites web de qualité traitant du thème abordé ici, merci de compléter l'article en donnant les références utiles à sa vérifiabilité et en les liant à la section « Notes et références ».
Le pari mutuel est le principe de pari selon lequel l’ensemble des enjeux misés par les parieurs lors de courses de chevaux est mutualisé en une masse commune puis redistribué aux gagnants au prorata de leurs mises, après déduction d’un prélèvement proportionnel destiné à financer :
- la rémunération des sociétés organisatrices de courses, la dotation des courses et l’encouragement de l’élevage hippique ;
- l’opérateur technique des paris ;
- les contributions fiscales.

Créé en France en 1868 par Joseph Oller sur une idée de Léon Sari, il fait l’objet de la loi du 2 juin 1891 qui l’impose comme seul principe de jeu légal sur le territoire français et qui interdit l’organisation des paris à cotes fixes jusqu’alors proposés par les bookmakers indépendants. Il connaît un large développement en France puis est adopté aux États-Unis, où il conserve son nom français, au Japon et dans de nombreux pays sur tous les continents. Il représente aujourd’hui plus de 80 % du volume des paris enregistrés sur les courses hippiques dans le monde.
Le pari mutuel s’oppose au bookmaking ou pari à cote fixe pratiqué notamment au Royaume-Uni en parallèle du pari mutuel. Alors que le bookmaker pratiquant le pari à cote fixe est intéressé au résultat de la course, l’opérateur de pari mutuel est naturellement indépendant. Le pari mutuel apporte donc les plus grandes garanties d’éthique et de transparence aux paris d’argent. En France, il est animé au départ par deux sociétés d’exploitation : Pari mutuel Oller et Pari mutuel Chauvin, aujourd’hui regroupées dans la Compagnie du pari mutuel. Sous l’impulsion d’André Carrus, son dirigeant emblématique, la Compagnie du pari mutuel devait connaître un grand essor. L’exploitation initialement réservée aux hippodromes s’étend en 1930 à un réseau de ville à la demande des sociétés de course. Cela donne naissance au Pari mutuel urbain, le futur PMU. Outre l’élaboration du PMU, qu’il devait diriger pendant près de 40 ans, André Carrus a conçu le tiercé, qui démocratisa le pari mutuel. 
Le PMU, devenu en 1983 un groupement d’intérêt économique détenu par les sociétés de courses hippiques, assure la gestion de plus de 8 milliards d’euros d’enjeux en faisant le premier opérateur de pari mutuel en Europe. La Compagnie du pari mutuel, demeurée entreprise familiale, est un des piliers du Groupe Carrus, acteur international de référence dans le domaine de l’organisation du pari mutuel et des systèmes informatiques destinés à la gestion des paris.

## L’histoire d'une invention
Après la création de l’hippodrome de Longchamp en 1857, les courses attirent un public croissant. Rapidement, celui-ci commence à parier pour donner du piment au spectacle. Au jeu direct entre deux personnes se connaissant, se substitue le jeu public. Deux modes de paris se développent. Le pari à « la poule », où le joueur déposant sa mise se voit attribuer, au travers d’une loterie préalable à la course, le numéro d’un cheval engagé ; le détenteur du ticket portant le numéro du cheval vainqueur reçoit la totalité des mises. Inconvénient de ce système, le hasard joue un rôle, le parieur n’étant pas libre de son choix. Et le pari au livre avec une cote fixe proposée par un donneur à un preneur ; il est établi sur le mode anglais où il est exploité par des « bookmakers ». Deux risques : le pari est perdu par le preneur si le cheval ne court pas (courir ou payer, sacro-sainte règle) et le donneur peut avoir intérêt que perde le cheval choisi par le preneur (et être ainsi tenté d’influencer le résultat de la course). 
C’est alors qu’un ingénieux catalan immigré, Joseph Oller (1839-1922), frappé des tricheries régnant dans ces paris à la poule, a l’idée d’exclure le hasard tout en maintenant le principe de mutualité, l’argent des perdants revenant aux gagnants. Il crée un pari laissant la possibilité de choisir un cheval. Les parieurs, qui ont désigné le cheval gagnant, se partagent la masse des enjeux après déduction d’une commission réservée à l’organisateur.
Celui-ci n’a aucun intérêt particulier à la victoire d’un cheval plutôt qu’à celle d’un autre, sa rémunération étant toujours la même. Sans ambiguïté, le pari mutuel connaît un succès immédiat. Les trois types de paris vont prospérer non seulement sur les hippodromes mais aussi dans des agences ayant pignon sur rue à Paris jusqu’au 22 décembre 1868 quand, « au nom de la morale publique et dans l’intérêt des familles », le parquet intervient. Par un arrêt de la cour d’appel du 4 juin 1869, les « agences de poules » sont condamnées comme contrevenant aux lois prohibant les loteries. Un autre arrêt de la cour d’appel (31 décembre 1874) condamne les « agences de pari mutuel » pour tenue de maisons de jeu de hasard. Conséquences directes : fermeture en bloc de toutes les agences proposant ce type de pari en ville et interdiction de son fonctionnement sur les hippodromes. Conséquence indirecte, prévisible (sauf par les naïfs), la ruée des parieurs vers les bookmakers.

### Le règne des bookmakers
Car, le pari à la cote, n’ayant pas été nommément condamné, peut être tenu pour toléré, à défaut d’être autorisé. Son existence tient à une subtile distinction. Si le pari mutuel est interdit, c’est que le hasard interviendrait du fait que le parieur est reconnu « ignorant », la cote de son cheval fluctuant jusqu’à l’arrêt des opérations. Ce ne peut être le cas dans le pari à la cote où le parieur est considéré « éclairé », puisque lui ne devient preneur qu’après s’être entendu avec le donneur sur la cote du cheval choisi en connaissance de cause. Donc le pari à la cote effectué entre personnes compétentes est licite. S’ouvre l’ère du pari à la cote proposé au comptant par les bookmakers dont l’activité n’était jusqu’alors que secondaire. Ils vont régner dans un quartier de Paris, entre les Grands Boulevards et la rue du Quatre-Septembre. Leurs boutiques envahissent les rues de Choiseul, de Gramont, de Hanovre et de la Michodière. À Longchamp, à Auteuil et sur les hippodromes suburbains, leurs piquets (où ils affichent les cotes) remplacent les voitures bariolées des agences proscrites. Jusqu’au jour où le conseil municipal de Paris constate que la Ville, propriétaire d’Auteuil, de Longchamp et de Vincennes, ne tire aucun profit du commerce prospère des paris effectués sur les trois hippodromes communaux. Le 9 février 1887, il invite le préfet de la Seine à faire cesser le jeu sur toute l’étendue des trois hippodromes parisiens. Et le 15 mars, le ministre de l’Intérieur envoie aux préfets une circulaire leur donnant des instructions pour briser l’industrie des bookmakers. La machine administrative se met en route. Bientôt, on fait les comptes et triste mine. Le public déserte les hippodromes. À Auteuil, pour six réunions, la recette aux entrées a chuté de 44 %. Les sociétés de courses parisiennes envisagent de diminuer les allocations et de supprimer les subventions accordées aux sociétés de province. Presse et éleveurs font entendre leur voix. Si les paris ne sont pas autorisés de nouveau, « les courses ne tarderont pas à suivre les paris dans la tombe », écrit le polémiste Henri Rochefort dans Le Gil Blas.

### La Charité protectrice des paris
Au gouvernement, où l’on perçoit le tohu-bohu, on prend conscience que la bonne santé de l’industrie des courses et de l’élevage concerne deux ministères clés, ceux de l’Agriculture et de la Guerre. 
Dès le 28 mars 1887, à l’issue du conseil des ministres, il est annoncé que : « Les diverses autorités compétentes sont d’accord pour accepter le système des paris mutuels exploités par les sociétés elles-mêmes ; chaque société fera sa demande ; elle obtiendra l’autorisation par décret. » En fait, si l’État accepte le rôle de « souteneur », c’est sous le couvert de la Charité qui devient la protectrice des paris. Car, pour calmer les scrupules des moralistes, en contrepartie de l’autorisation donnée, seront perçus sur les paris 2 % en faveur des œuvres de bienfaisance, en plus des 3 % destinés à couvrir les frais d’exploitation des sociétés de courses, le solde éventuel pouvant être employé en encouragements. Mais à la Ville de Paris, on se sent dupé par cet accord, fait par-dessus sa tête sans qu’elle ait été partie contractante. 
Si le public reprend lentement le chemin des hippodromes, les bookmakers n’ont pas désarmé. Obligés de quitter les hippodromes où ils sont pourchassés, ils ont transformé Paris en un vaste tripot. Car dans sa hâte de résoudre en mars 1887 l’épineux problème du pari sur les hippodromes, le gouvernement ne s’était pas soucié de son corollaire, le pari en dehors des terrains de courses. Le vide dont la nature a horreur, les bookmakers délogés s’empressent de le combler sous l’enseigne de « commissionnaires du pari mutuel ». De ceux qui ne peuvent se déplacer ou risquer la mise minimale de 5 F, ils acceptent des 50, voire 25 centimes que, bien entendu, ils se dispensent d’aller verser au pari mutuel officiel ouvert sur l’hippodrome. Au printemps 1890, l’atmosphère entourant le pari mutuel s’alourdit. Le 24 mars, le conseil municipal de Paris se penche sur la question de la suppression des agences de pari mutuel. À son tour, le gouvernement s’émeut et, le 2 juin, le ministre de l’Intérieur prend un arrêté interdisant « de participer au pari par l’entremise de mandataires au moyen de commissions données en dehors du champ de courses ». Parmi les considérants, « il est de notoriété publique que les agences, opérant pour leur propre compte, ne portent pas aux guichets du pari mutuel les mises qui leur sont confiées et frustrent ainsi l’Assistance publique du prélèvement qui lui est réservé. » Pourchassés, les contrevenants sont condamnés par les tribunaux, à l’exception de certains arguant de l’illégitimité du pari mutuel qui ne serait qu’une loterie déguisée malgré le prélèvement effectué sur les enjeux en faveur d’une œuvre de bienfaisance. Prélèvement dont l’attribution était revendiquée par la Ville de Paris (comme propriétaire des hippodromes) pour l’Assistance Publique de la Seine, et le ministre de l’Intérieur voulant l’affecter à des œuvres de bienfaisance nationales, sous prétexte que les courses procuraient déjà un large bénéfice au commerce parisien. En attendant une décision, les versements, effectués avec ponctualité par les sociétés de courses au Crédit foncier de France chargé de leur collecte, s’étaient accumulés pour constituer un véritable magot « qui n’appartient à personne et que tout le monde se dispute ». Quand un projet de loi réglant l’emploi de ces fonds est discuté devant le parlement le 28 février 1891, son objet est dévié.
La question devient : qui est pour le jeu, qui est contre ? Malgré la mise en garde du ministre de l’Intérieur, « Si vous ne voulez pas qu’on joue : on ne jouera pas », les députés refusent par 338 voix contre 149 de passer à la discussion des articles du projet de loi. Promesse tenue : le 2 mars, le ministre notifie à toutes les sociétés que l’autorisation de faire fonctionner le pari mutuel sur leurs hippodromes cesse d’être valable à compter du 8 mars.
Ce dimanche 8 mars, courses à Auteuil. L’hippodrome est occupé militairement dès le matin avant l’ouverture des portes par des gardes municipaux à pied et à cheval. Déploiement de forces parfaitement inutile, le public se contentant de manifester par son abstention. Fermeture du pari mutuel et pluie persistante, c’est 6 785 spectateurs à la pelouse contre 26 207 l’année précédente et une recette globale aux entrées en diminution de 55 %. Le jeudi 12 mars, la Société des Steeples entrevoit le gouffre : à Auteuil, 2 664 personnes à la pelouse alors qu’elles étaient 18 100 le 13 mars 1890. Presque jour pour jour à quatre ans d’intervalle, la suppression des paris produit les mêmes effets. Le public boude. Les sociétés de courses comptent leurs réserves et suspendent les subventions à la province. Les éleveurs tempêtent. Le conseil municipal de Paris proteste et réclame au préfet le recouvrement des sommes promises au titre de ses œuvres de bienfaisance. La presse parisienne critique. 
Elle cloue au pilori les 338 députés qui ont voté « sans comprendre qu’ils anéantissaient une œuvre nationale ». Le Gaulois prédit un sombre avenir : « L’on peut évaluer à dix mille le nombre des malheureux qui vont se trouver dans la misère par suite de la suppression des paris et, conséquemment, des courses ». Les protestations réveillent le Parlement. On y prend conscience de la portée du vote du 28 février, la cause des courses étant aussi celle de l’agriculture et de la défense nationale. Interpellé par Charles-Ernest Paulmier, député du Calvados (département d’élevage), le ministre de l’Agriculture déplace le débat sur un plan plus vaste, la réglementation légale et définitive des courses, et dépose le 12 mars un projet de loi auquel s’associent majoritairement les conseils généraux réunis alors en session. Projet qui soumet le budget et les comptes de toute société de courses au contrôle de l’État et ne tolère qu’un seul mode de pari, « le pari mutuel », aux seules sociétés dûment autorisées et moyennant un prélèvement fixe en faveur des œuvres de bienfaisance et de l’élevage. Enfin éclairés, les députés adoptent le 13 mai l’ensemble du projet gouvernemental (312 voix pour, 160 contre). Très remarquée, l’affirmation d’Émile Riotteau : « L’important, c’est d’arrêter les abus et il est évident que, de tous les modes de paris, c’est le pari mutuel qui en présente le moins ; son avantage essentiel est d’être étranger à tout intérêt dans la course ». Le Sénat se permet d’ajouter « à l’exclusion de tout autre mode de pari » dans l’article autorisant le pari mutuel. Avec cette utile précision, le projet est ratifié par le Sénat le 1er juin. Ainsi est promulguée la « Loi du 2 juin 1891 ayant pour objet de réglementer l’autorisation et le fonctionnement des courses de chevaux ». 
Et le 3 juin, journée de la Grande course de Haies, Auteuil peut inaugurer le pari mutuel dernier cri. De nouvelles baraques y avaient été installées jusque tard dans la nuit. Et les guichetiers, en nombre insuffisant, ne peuvent donner satisfaction à tout le public qui se presse pour jouer au pari mutuel. 
Le rapide et indéniable succès du pari mutuel va permettre l’explosion des courses en France à l’orée du XXe siècle. Suivant l’exemple français, ce mode de pari sera adopté par de nombreux pays désireux de procurer à leurs courses les ressources nécessaires à leur prospérité. Ainsi en 1908, le pari mutuel deviendra le seul pari autorisé aux États-Unis après la condamnation du bookmaking. Et en 1923, lors de la légalisation du jeu sur les courses au Japon, c’est aussi le pari mutuel que retiendra le législateur.

### 1930. LePMU
Depuis la loi du 2 juin 1891 autorisant le pari mutuel, on ne peut parier sur les courses de chevaux que sur les hippodromes. Ceux qui ne peuvent s’y rendre sont placés devant l’alternative : ou s’abstenir, ou confier leurs paris à des « bookmakers » agissant illégalement. Le prospère commerce des paris clandestins, dont la répression s’avère difficile, ne fait pas l’affaire des sociétés de courses organisatrices, ni de l’État, tous deux privés d’importants revenus leur échappant. Et cette situation inquiète plus que jamais un milieu agricole directement concerné, celui de l’élevage, destinataire d’une part des prélèvements sur les paris. On s’accorde enfin pour combattre les clandestins, le meilleur moyen étant de les concurrencer sur leur propre terrain, c’est-à-dire en ville. Le débat est ouvert au printemps 1930. Faut-il permettre l’enregistrement des paris sur les courses en dehors des hippodromes ? Opposants : les défenseurs de la vertu et d’une certaine morale. Favorables : les pragmatiques. On ne peut empêcher les gens de parier. Permettons leur de parier hors des hippodromes. L’élevage et l’État percevront des recettes supplémentaires qui leur échappent jusqu’alors. Pour ce faire, il suffit de supprimer six mots « sur leurs champs de courses exclusivement » figurant dans l’article 5 de la loi du 2 juin 1891 autorisant le pari mutuel. Cette suppression est votée par la Chambre des députés le 12 mars 1930. Ainsi la loi de finances du 16 avril 1930 (article 186) permet l’extension du pari mutuel hors des hippodromes. La conception du pari mutuel urbain est reconnue officiellement par un décret publié le 11 juillet 1930. Les sociétés organisatrices de courses, tout en gardant la haute direction, décident de confier l’organisation matérielle du pari mutuel urbain à une gérance réunissant des spécialistes (trois représentants de la Société Oller et André Carrus du Pari mutuel Chauvin) dont elles utilisent déjà les services sur les hippodromes. La mise en œuvre nécessitant quelques mois d’étude, la naissance du pari mutuel urbain n’interviendra que le 2 mars 1931, lors d’une réunion de sept courses au trot à Vincennes. Le succès du pari mutuel urbain, bientôt baptisé PMU, est spectaculaire. Si, lors de sa première année de fonctionnement, le chiffre d’affaires du PMU ne représente que 13,8 % de celui enregistré sur les hippodromes, il s’élève à 78,3 % en 1938. Pour les sociétés de courses, le PMU surgit au bon moment. Il va leur permettre de juguler les effets de la crise économique des années 1930. En l’an 2000, quand le PMU célèbre son 70e anniversaire, il a subi quelques interventions réglementaires. Mais seulement de la petite chirurgie destinée à modifier plus son aspect que son action. Ainsi par un décret du 4 octobre 1983, l’État lui a donné une personnalité juridique. Il est devenu un GIE (Groupement d'intérêt économique) géré par les sociétés de courses sous la tutelle de l’État. Au fil du long chemin parcouru, tout en améliorant la prise des paris traditionnels de base appréciés du monde hippique, le PMU a su créer des produits originaux destinés à une nouvelle clientèle prête à inclure le jeu dans son budget loisirs mais jusqu’alors indifférente aux courses. Le Tiercé en 1954 et le Quarté + en 1976  sont les plus frappants témoignages. Aujourd’hui, il met une vaste gamme de paris à la disposition d’une clientèle rassemblant trois familles de parieurs : les réguliers (55 %), les occasionnels (40 %) et les spécialistes (5 %). Au service de tous ces parieurs, il offre des conditions de jeu sans cesse à la pointe du progrès.

## Le pari mutuel et les courses
La consultation de volumes du Sport Universel Illustré, ancêtre de L'Équipe, nous apprend que jusqu'aux années 1900, ce qui correspond à peu près à la montée en puissance des sports olympiques (dont la première célébration sera organisée à Athènes en 1896), et jusque dans l’entre-deux-guerres, l'hippisme était le sport par excellence. Un sport bourgeois, certes, au même titre que la chasse ou la voile par exemple, mais public : on ne concevait plus d'organiser des courses à huis clos. Le public, et le jeu, accompagnaient immanquablement les manifestations de ce type. Le produit des prélèvements sur les enjeux (notamment au pari mutuel) permet de financer toute la filière. La rétribution des courses permet à des propriétaires modestes d'espérer rentabiliser leur investissement, au moins de percevoir une partie de leur investissement. Sans ces allocations, tous les bons chevaux seraient concentrés dans les mains de quelques écuries super puissantes.

### Trot et galop: un monde de différences
En France, le programme des courses est réparti entre deux disciplines très différentes l'une de l'autre : le trot et le galop. Chaque allure a sa tradition, son monde et ses règles propres. 
Le galop a précédé le trot dans les annales de l'hippisme parce qu'il allait de soi : un cheval atteint le maximum de sa vitesse au grand galop, une allure naturelle qui lui permettait, à l'état sauvage, d'échapper à ses prédateurs. Lorsqu'au XVIIIe siècle, les Anglais se sont les premiers concentrés sur un élevage spécifique à la course au galop, en croisant des pur-sang arabes, des barbes et des étalons orientaux à des juments désignées pour cette activité par leurs qualités propres, ils ont créé le pur sang (le Thoroughbred, dont la traduction la plus exacte est « élevé dans les règles »), la race la plus rapide au monde. 
Les courses à cette époque ont vite été considérées comme le « sport des rois », en raison de l'intérêt que leur portait la noblesse britannique. Les coûts qu'entraînaient l'entretien d'un élevage et d'une écurie dès les premiers balbutiements de l'activité ont, de fait, limité l'hippisme aux plus fortunés. Ainsi, toute la tradition du galop, sur tous les continents, a été façonnée par les aristocraties et les grandes bourgeoisies locales. En France, les aristocrates français ont ramené de leur exil britannique, après les parenthèses révolutionnaire et impériale, le goût pour la course au galop, avant que celle-ci ne prenne réellement son essor sous le Second Empire. Les nantis trouvaient ainsi un moyen pacifique de s'affronter par fortunes et chevaux interposés. L'Empire anglais a jeté sur ses colonies les bases d'une activité hippique partout où il s'est étendu. Inspirés du programme classique anglais (le Derby d'Epsom demeurant la référence au niveau mondial), les calendriers se sont tous organisés sur le même modèle, ce qui a par la suite facilité les échanges internationaux. C'est ainsi que l'Amérique puis l'Australie et la Nouvelle-Zélande sont devenus des terres d'élevage où s'exportaient parfois des étalons européens. 
Parallèlement, un sport plus amateur s'est développé : le saut d'obstacles. Au croisement de la chasse à courre et de la course dite plate, il permettait à des « cavaliers du dimanche », des militaires et des dandys de s'affronter en selle sur des parcours variés, d'un clocher à l'autre (traduction littérale de Steeple-Chase). Progressivement soumis à un encadrement comparable à celui des épreuves de plat, l'obstacle a néanmoins continué de privilégier un certain amateurisme, notamment avec le patronage de l'armée côté français, et des chasseurs à courre sur les Îles Britanniques. Même si des hippodromes proches des grandes villes, comme Liverpool, Auteuil ou, pour l'anecdote, Saint-Ouen et Colombes, ont su organiser les principales rencontres dans la spécialité, c'est en province que demeurait le terreau le plus favorable à l'obstacle. Si là aussi, beaucoup d'aristocrates et de grandes fortunes se mesuraient dans les programmes, les gentlemen-farmers de France et de Grande-Bretagne ont pris une place importante dans ce nouvel establishment. 
Le développement du trot tient à des conditions radicalement différentes du galop, plat comme obstacle, mais aussi à des situations sociales et géographiques très disparates. Aux États-Unis, par exemple, le trotting s'est organisé dès la fin du XVIIIe siècle en réaction au sport pratiqué par les occupants anglais, puis dans les états du sud. L'attelage léger était monnaie courante chez les premiers colons nord-américains, qui se mesuraient ainsi comme on le ferait aujourd'hui au volant de sa voiture banalisée d'un village à l'autre, au retour du sermon à l'église. L'élevage s'est constitué autour d'une seule discipline : le mile (1 609 mètres) à l'attelage. Cette particularité a donné le Standardbred, le « trotteur standard », conçu pour parcourir cette distance le plus vite possible au trot ou à l'amble. Plus abordable et populaire que le galop, le trot américain a prospéré dans tous les États de l'Est et du Midwest. Cette race de trotteurs, la plus aboutie en raison de la standardisation de ses critères de sélection, a apporté la vitesse nécessaire à tous les autres cheptels dans le monde, y compris à la Russie soviétique, qui importait des étalons standardbreds jusqu'aux heures les plus sombres de la Guerre froide.

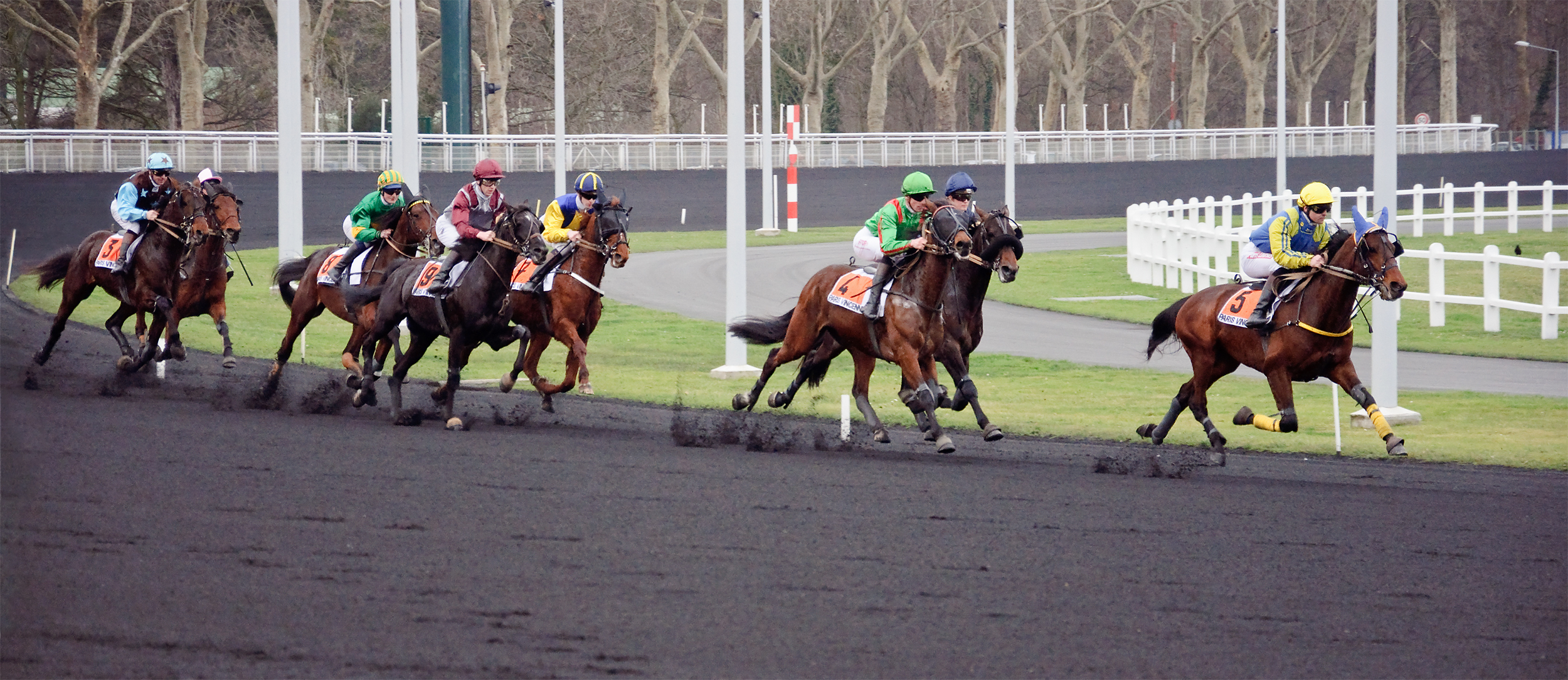
Course de trot monté à Vincennes

La France est sans doute le pays qui a le plus longtemps résisté à cet attrait. Le trotting français a été porté sur les fonts baptismaux par l'Armée et les haras nationaux. La première recherchait une race de chevaux à plusieurs usages susceptible d'améliorer l'efficacité de la cavalerie et de la logistique. Il fallait des animaux robustes, capables de couvrir de longues distances avec de lourdes charges en un minimum de temps. En résumé, il fallait des chevaux pour tirer des canons et des vivres, mais aussi porter des cuirassiers sur le champ de bataille et d'un front à l'autre. Le trot monté avait donc une place de choix dans les programmes qui se sont développés en Normandie à partir des années 1830, puis à Vincennes, où l'on a d'abord pratiqué l'obstacle. Cette structure très encadrée explique sans doute le côté très administratif et bon marché du trotting jusqu'à aujourd'hui en France. C'est également dans ce contexte qu'est née une race spécifique, le « Trotteur français », dont le stud-book est demeuré globalement fermé aux apports de sang étranger, sauf pendant quelques périodes au gré des orientations politiques et des besoins de renouvellement génétique. À cet égard, c'est une exception mondiale. Le trot en France est une activité fondamentalement rurale. Cela tient à la rusticité des animaux, à leur faible prix (sans concurrence internationale, le marché est demeuré franco-français) et au fait que très longtemps, au monté comme à l'attelage, le poids des drivers et des jockeys n'a pas été déterminant. Chacun pouvait donc s'improviser entraîneur et pilote. 
Aujourd'hui, les trois disciplines sont pratiquées en France à un très haut niveau de professionnalisme, et les organisations qui président à leurs destinées s'entendent sur l'essentiel. Toutefois, les traditions et la société propre à chacun sont demeurées. Les structures du trot et du galop divergent dans leur approche. Les premières sont plus portées sur la ruralité et une répartition sociale des ressources tandis que les secondes prônent l'élitisme et les échanges internationaux, en particulier en plat. La population de Vincennes le jour du Prix d'Amérique est plus populaire et rurale que celle du Grand Steeple-Chase de Paris à Auteuil, lui-même plus provincial et francophone que celui du Prix de l'Arc de Triomphe à Longchamp.

### La pérennité des ressources
La richesse des courses en France tient à leur diversité, mais aussi à un système de redistribution qui lui est propre. Le pari mutuel est devenu la seule méthode légale de paris hippiques en France en 1891. Cette année-là, pour écarter du circuit les preneurs de paris et les opérateurs indélicats, une loi est votée, disposant que seules les sociétés des courses pouvaient organiser la prise de paris et en recueillir les fruits. En prélevant une part forfaitaire sur l'ensemble des enjeux, les hippodromes et les pouvoirs publics, qui ne s'étaient pas oubliés dans cette affaire, se dotaient des moyens nécessaires à l'amélioration des races de chevaux. Lorsque le pari mutuel urbain est né en 1931, ces enjeux pouvaient être pris sur l'ensemble du territoire, et non plus seulement sur les champs de courses. De quelques agences disséminées çà et là dans les plus importants centres-villes aux 9 400 points de vente aujourd'hui dépositaires de la marque PMU, le fruit de ces enjeux a considérablement augmenté. Le développement de paris à forts dividendes, sur le modèle du Tiercé (1954) et jusqu'au Quinté+ (1989), a aussi garanti la popularité d'un mode de jeu jusqu'alors concentré sur le seul jeu gagnant. En permettant, pour une mise très faible, d'accéder à des fortunes potentielles, le Tiercé et ses dérivés ont vulgarisé le pari hippique. Le modèle français est aujourd'hui envié par beaucoup d'autres pays. Tous n'ont pas une culture hippique aussi développée que la nôtre, ou un système de redistribution aussi exclusif. La première est en train de changer de nature, le cheval étant désormais davantage perçu comme un animal de compagnie, ou d'éveil. Le second pourrait être mis à mal par une libéralisation des jeux en Europe. Cependant, grâce au système de pari mutuel en vigueur depuis 116 ans, le PMU est le seul opérateur hippique en Europe capable de proposer des tirelires de plusieurs millions d'euros sur un événement. Il gère un réseau de prise de paris sans équivalent sur le continent, de la borne sur point de vente à Internet. Grâce à la pérennité des ressources, les courses françaises font partie des mieux dotées au monde, et elles ont permis l'organisation d'un élevage parmi les plus productifs.

## Une technologie de pointe au service du pari mutuel

### Au début, le tout manuel
Dès 1865, c’est d’abord naturellement sur l’hippodrome que Joseph Oller organise la prise de paris où il n’est pas question de totalisateur ou de terminaux de saisie puisque tout se fait à la main. À l’époque, ni les télécommunications, ni les moyens de saisie et de centralisation ne permettaient une quelconque automatisation. Pourtant, les pionniers ont montré que l’on pouvait mettre le pari mutuel à portée de la plus grande masse, sans avoir recours à la technologie. Le premier système de pari mutuel est constitué de blocs-compteurs, l’équipement mobile d’un guichet pesant 300 kg. Quelques années plus tard, en 1888, Albert Chauvin, après avoir été salarié pendant quelques mois du Pari mutuel Oller, démissionne et dépose le brevet d’un système qui est bientôt reconnu comme plus rapide et plus sécurisé que le système Oller. En 1891, les deux tiers des sociétés de courses feront appel à sa compagnie. Bien plus tard, en 1952, le système manuel Chauvin sera amélioré par André Carrus, son gendre, et Pierre et Jacques Carrus ses petits- fils, afin, notamment, de pouvoir être plus facilement transporté d’un hippodrome à l’autre. Enfin, en 1957, trois ans après le lancement du pari Tiercé et alors que celui-ci connaît un développement considérable, André Carrus met au point, toujours avec ses fils, un bel exemple de système à activité répartie et à traitement différé, système qui permet de traiter principalement les paris collectés dans les réseaux de paris pris en avance. Le bordereau encoché à volets carbonés, la pince à encocher, la valideuse à main, les aiguilles à trier ont servi les turfistes du dimanche matin pendant plus de 30 ans. Entièrement manuel jusqu’en 1987, le réseau du PMU en France devait sa réussite à une organisation rigoureuse. Acheminer et dépouiller les données à temps, éviter les erreurs, déjouer les tentatives de fraude, tel était le challenge journalier.
Le bon déroulement des opérations dépendait de nombreuses procédures destinées à fiabiliser la longue chaîne des interventions humaines. Vendre dans toute la France et acheminer quinze millions de bordereaux puis les trier manuellement pour extraire les payables et calculer les rapports en huit heures, sans oublier les contrôles, témoigne de la compétence et de la cohésion d’équipes motivées. En termes de systèmes d’information, la granularité garantissait la continuité du service, à l’abri de la panne générale, avec un ratio performance / coût enviable. D’ailleurs, pendant les grandes grèves de 1968, le Tiercé n’a jamais failli. Il est d’ailleurs intéressant de souligner qu’avant l’ère informatique, la méthode de tri des bordereaux encochés s’appuyait sur un système binaire : lorsque le bordereau n’était pas encoché, l’aiguille à tricoter pénétrait dans le trou et le bordereau restait retenu par l’aiguille. Lorsque le bordereau comportait l’encoche, le bordereau tombait.

### Les systèmes mécaniques et électromécaniques
En 1913, G. Julius met au point le premier totalisateur automatique au monde à Auckland avec trente terminaux. Plus tard, il fonde la société Australienne A.T.L (Automatic Totalisator Limited). Le totalisateur est principalement constitué d’unités électromécaniques additionneur-compteur-afficheur, à raison d’une unité par cheval et par pari, capables de cumuler chacune plusieurs centaines de mises à la seconde. Un additionneur met en œuvre un ou plusieurs axes dotés de trains d’engrenages coniques épicycliques mus par des ressorts hélicoïdaux. Le mouvement de ces engrenages est déclenché par des roues à échappement, leur commande électromagnétique est excitée, via un scanner électro-mécanique, par la sélection d’un numéro de cheval sur l’un des terminaux de vente. En 1928, ATL déploie son totalisateur sur l’hippodrome de Longchamp. Avec 270 terminaux, c’était le site le plus important jamais automatisé. Les terminaux ATL, qui jusqu’alors ne pouvaient prendre qu’un type de pari par guichet, ont été adaptés pour vendre des tickets Gagnant ou Placé sur la même machine. Développés par ATL, ils ont été fabriqués en France sous son contrôle.
Ce totalisateur restera en exploitation jusqu’en 1973, année où il sera remplacé par le système embarqué de la société PMC (Périphériques et Matériels de Contrôle), premier système « sell & cash » (« vente et argent comptant ») automatisé au monde. Hors de l’Hexagone, des totalisateurs fonctionnant avec les concepts de G. Julius étaient encore en exploitation dans les années 1980. Si le pari mutuel n’a pas fait appel, dès son apparition vers 1930, à cette technologie lourde et finalement plus lente que les dispositifs électromécaniques de l’époque, il va en revanche s’appuyer sur le relais reed sous ampoule scellée. Plus rapide que le relais classique, son temps de propagation est proche de la milliseconde, il est plus fiable, moins encombrant, moins gourmand en énergie. Les relais reed auraient connu un essor important sans l’arrivée du transistor. La société anglaise Bell-Punch a développé des totalisateurs à relais reed capables d’enregistrer des paris en temps réel. Plusieurs sites importants ont fonctionné avec cette technologie notamment au Brésil et en France. La société française SEPMO (Société d’exploitation du pari mutuel Oller), fondée en 1949 par les successeurs de Joseph Oller, installe et exploite à Auteuil de 1966 à 1987 un totalisateur à relais reed et 500 terminaux électromécaniques Bell-Punch. À son installation, il cumulait les mises des paris gagnant et placé dans des compteurs électromagnétiques, à raison d’un compteur par numéro de cheval, par type de pari et par unité de base. Par ailleurs, 6 baies de compteurs et un perforateur de bande recevaient les enjeux des terminaux destinés au pari jumelé (unitaire et champ). Un ensemble, lecteur de bande et unité de traitement, permettait l’exploitation de cette bande.
Deux cellules de camions, équipées avec des unités à relais reed et des compteurs, desserviront trois hippodromes franciliens (Enghien, Maisons-Laffitte et Saint-Cloud) ainsi que neuf hippodromes de province, avec des terminaux Bell-Punch. Ces unités mobiles acceptent aussi le pari Jumelé, un mini-ordinateur étant utilisé pour extraire les mises payables de la bande perforée. En 1960, le monde industriel amorce le passage de l’électronique du vide à l’électronique du solide. Les transistors de commutation destinés aux circuits logiques entrent en production industrielle. Leur délai de propagation est inférieur à la micro-seconde.
DEC (Digital Equipment) commercialise son premier mini-calculateur transistorisé. Fin 1964, sur l’hippodrome de Vincennes, la Compagnie du pari mutuel Chauvin teste un totalisateur électronique et les premiers terminaux enregistrant les paris de combinaison en temps réel. Le système central avait été initialement développé par une firme suédoise pour ses terminaux de distribution à touches TIM (Ticket Issuing Machine) qui acceptaient seulement les paris unitaires gagnant et placé. En 1967, l’automatisation est étendue à l’ensemble de l’hippodrome. Le totalisateur avait été adapté, à l’initiative de la CPM, pour piloter ses propres terminaux self-service SSM capables d’automatiser la saisie des paris simples et des formules de combinaison des paris jumelé et triplet, jusqu’à 7 chevaux, en lisant et en validant des formulaires encochés par les parieurs, à l’image des encochés du PMU qui ont fait le succès du Tiercé. Ce système unique au monde permettait de résorber complètement la file d’attente des cinq dernières minutes. À cette époque, l’informatique balbutiante ne pouvait pas encore rivaliser. Les parieurs venaient nombreux sur les hippodromes. L’ambiance y était chaude. Les encombrements de circulation entre halls et piste ajoutés à l’attrait de la cote affichée en temps réel laissaient peu de temps pour jouer. Il fallait faire vite ! Les performances n’avaient rien à envier aux systèmes modernes. Le délai maximum d’attente en crash-test, impression des récépissés incluse, restait inférieur à 1 seconde.

### Les circuits intégrés et le développement de la mini-informatique
L’avènement des circuits intégrés, introduits par Texas Instruments en 1959, fait émerger une informatique légère avec les mini-ordinateurs. Dès 1968, PMC, issue de la Compagnie du pari mutuel, recherche les moyens les plus appropriés pour constituer une chaîne complète de traitement du pari mutuel incluant l’automatisation de la vente et du paiement. Deux modèles de terminaux sont conçus avec les circuits intégrés, l’un pour la vente, l’autre pour le paiement. Pour imprimer les récépissés, PMC conçoit un procédé original d’impression électronique à tête fixe, sans organe de frappe mécanique, sans ruban encreur, sans asservissement mécanique. Un récépissé de 15 cm est imprimé au vol en 200 millisecondes.
Le procédé met en œuvre un support papier initialement destiné à la NASA qui voulait un substrat stable pour conserver des messages, imprimés et enfouis sous terre, destinés aux habitants de la Terre dans 10 000 ans ! La conception de terminaux entièrement électroniques répondait à des impératifs précis qui ne pouvaient être satisfaits avec les matériels existants : automatiser le paiement en imprimant un identifiant sur chaque récépissé lisible par un lecteur optique, repousser les tentatives de fraude encore trop nombreuses avec les équipements antérieurs, contrôler automatiquement la conformité des informations transcrites sur le récépissé avant de le mettre en circulation, imprimer rapidement, banaliser le support de transaction et les terminaux. En 1972, PMC met en service le premier système de pari mutuel entièrement automatisé, unité centrale et terminaux, capables d’effectuer les opérations de vente et de paiement en temps réel. Tous les guichets peuvent enregistrer l’ensemble des types de paris simples et de combinaisons, jusqu’au Quarté. Les hippodromes d’Evry, Longchamp, Deauville et Chantilly bénéficieront successivement de ce système.
En 1972, La société Intel (Integrated Electronics), créée en 1968, commercialise le premier microprocesseur 8 bits. En 1974, PMC conçoit et présente le premier terminal de pari mutuel mixte ("sell & cash", "vente et argent comptant"). Ce terminal, conçu autour du microprocesseur Intel 8008, gagne le concours technique de 1975 pour un marché d’études au Canada (Ontario Jockey Club). Cette confrontation eut l’inconvénient de stimuler les concurrents américains déjà en place qui, en 1977 et 1979 présenteront des terminaux « sell & cash » reprenant plusieurs innovations des matériels PMC. En août 1976, ce même terminal est installé sur les hippodromes de trot et de galop de San Siro à Milan. La presse italienne titre : « Il tot di San Siro è il migliore del mondo » (« Le ? de San Siro est le meilleur du monde »). Les types de paris acceptés sont : Gagnant, Placé, Jumelé, Double gagnant et Double jumelé avec échange, avec champs et combinaisons. Le système central est installé sous les tribunes de l’hippodrome du trot et pilote alternativement les deux hippodromes. Il est constitué de deux ordinateurs dotés chacun de 256 Ko de mémoire à semi-conducteurs et de disques à cartouches amovibles de 5 Mo. Les logiciels développés sous système temps réel multitâches sont en partie écrits en Fortran. Un seul ordinateur peut maintenant gérer les opérations de vente et de paiement des terminaux mixtes en même temps qu’il calcule les rapports probables et définitifs. La capacité du système est de 150 terminaux « sell & cash ».
Les interfaces de pilotage des lignes, entre ordinateurs et terminaux, constituées de multiplexeurs frontaux développés autour des nouvelles cartes processeur Intel 8080, n’occupent plus qu’une fraction d’armoire. En parallèle, PMC développe un synthétiseur vidéo numérique pour afficher, sur réseau TV, les informations destinées au public (rapports probables et définitifs, informations diverses) et une régie digitale 3 canaux, conçue autour du microprocesseur 8008, pour piloter les synthétiseurs. Le terminal PMC pèse plus de 40 kg, avec le module électronique et son clavier, la double imprimante de récépissés, le lecteur de récépissés, l’imprimante de caisse, l’afficheur client. En 1977, le fabricant de microprocesseurs Intel choisit la photo du terminal PMC pour la 1re de couverture de son rapport annuel d’activités. Les opérateurs de pari mutuel aux États-Unis et en Australie suivront la voie ouverte par PMC. Ainsi, AmTote, créée en 1933, devenue filiale de General Instrument, installe en Allemagne courant 1974 son premier système capable de gérer des terminaux distincts de vente et de paiement. Amtote déploie en 1977 ses premiers terminaux « sell & cash » sur l’hippodrome de Greenwood au Canada. En 1986, AmTote présente une borne self-service qui lit les formulaires remplis par le parieur ainsi que les tickets payables et émet des récépissés et un voucher (chèque-pari) portant le solde du compte du parieur.
AutoTote (Automatic Totalisator), filiale à l’époque de la société australienne ATL, introduit en 1979 son premier terminal « sell & cash », puis, en 1986, une borne self-service à écran tactile couleur United Tote créée en 1954 sous le nom de United Totalisator, dans l’état du Montana par Lloyd Shelhamer, est renforcée en 1979 par des transfuges d’AmTote. Cette nouvelle équipe spécifie le système Microtote 1000. Le terminal « sell & cash » édite ses récépissés sur du papier électrosensible. Dans les années 1980, United Tote réalisait environ 20 % du marché des enjeux aux États-Unis avec 25 hippodromes sur un total de 120.
En 1989, United Tote achète AutoTote. Mais un procès antitrust l’oblige à céder AutoTote avec une partie de ses activités dont celles du Microtote 1000. En 1994, la société française SEPMO (Société d’exploitation du pari mutuel Oller) passe sous le contrôle d’AutoTote et devient AutoTote France. En 2000, AutoTote achète Scientific Games (SGI) ; le groupe prend le nom de Scientific Games Corporation. ILTS (International Lottery & Totalizator Systems), fondée en 1978 sous le nom d’ITS, installe ses premiers terminaux « sell & cash » en Suède, en Finlande, en Norvège, en Australie et à Hong Kong. Ces terminaux seront aussi installés en France en 1982, sur l’hippodrome de Cagnes-sur-Mer, après avoir été personnalisés par la SEPMO. En 1986, ILTS est entré sur le marché des loteries en ligne. Aujourd’hui, elle diversifie ses activités avec ses systèmes et machines à voter.
C’est à la fin de 1972 qu’ATL installe son premier système informatisé, à base de mini-ordinateurs, sur les hippodromes de San Lazaro et Santa Ana aux Philippines. Les terminaux encore largement électromécaniques ne permettaient pas l’automatisation des paiements. Ce n’est qu’au début 1979 qu’ATL installe à Brisbane son premier système automatisant la vente et le paiement, avec des terminaux connectés via une ligne multipoints sur des mini-ordinateurs. À partir du début des années 1980, la puissance des processeurs doublera tous les 18 mois, suivant en cela la loi de Moore. La miniaturisation permettra vite d’obtenir, dans un volume correspondant à une boîte d’allumettes, les performances du premier totalisateur de Vincennes qui occupait 15 armoires et comprenait plus de 50 000 transistors. Les télécommunications, qui n’offraient pas jusqu’alors un rapport performances/coûts compatible avec la qualité exigée en matière de temps de réponse et de continuité de service, vont également connaître des avancées considérables partant des liaisons analogiques sur ligne galvanique pour aller jusqu’aux liaisons numériques sous protocole IP en passant par les réseaux téléphoniques à commutation de circuits, par les réseaux à commutation de paquets (X.25), par les réseaux numériques à intégration de service (RNIS), sans parler des réseaux sans fil type Wi-Fi, GPRS, WiMAX etc. Tous les protagonistes techniques de la « filière pari mutuel » ont proposé les outils permettant aux opérateurs d’améliorer leurs performances tant commerciales que sécuritaires et économiques. C’est dans le courant des années 1980 que les paris collectés en dehors des hippodromes, que ce soit par le PMU en France, par l’OTB (Off Track Betting organisation) dans l’État de New York, par le TAB (Totalisator Agency Board) en Australie ou encore le HKJC (Hong Kong Jockey Club) en Chine, seront automatisés, respectivement par PMC, AM TOTE, ATL et ILTS. Un quart de siècle plus tard, ces mêmes opérateurs en sont à leur troisième génération de systèmes alors que chacun d’eux avait gardé le même système manuel ou électromécanique pendant les 40 à 50 années précédentes. La veille technologique reste une culture profondément ancrée chez les développeurs de systèmes de pari mutuel qui sont, par essence même, une application naturelle des NTIC (Nouvelles technologies de l’information et de la communication). C’est ainsi, par exemple, que les premiers écrans plats importés en Europe le furent par PMC pour ses terminaux, bornes et tablettes à écran tactile proposés sur le marché à partir de 1994.
Les plus grands opérateurs de pari mutuel (PMU, Phumulela, HKJC...) cherchent à nouer des partenariats afin de promouvoir la masse commune inter-opérateurs de manière à renforcer l'attractivité de leur masse d'enjeux. Pour réaliser ses opérations de masse commune, le PMU a développé une plateforme dédiée chargée du traitement de toutes les opérations internationales et compte désormais 23 partenaires. A titre d'exemple, le PMU a délégué la plus grande partie de son développement africain à la société PMU Partenaire, dont le PMU est actionnaire, afin de renforcer son rayonnement sur ce continent d'avenir. La société Honoré Gaming, startup innovante française spécialisée dans la conception de totalisateurs et de systèmes de prise de pari hippique et sportifs, s'est vu confier la création d'une plateforme Hub IS clef en main pour le compte de PMU Partenaire. Honoré Gaming est désormais chargé de gérer l'ensemble des traitements (devises, NPP...) des opérations de masse commune pour le compte de PMU Partenaire. De nombreuses initiatives de la sorte émergent à travers le monde afin de dynamiser le secteur des courses hippiques et compenser ainsi la décroissance des enjeux observée chez de nombreux opérateurs historiques sur leur marché intérieur. Les opérations de masse commune répondent donc désormais à un enjeu majeur pour les plus grandes sociétés hippiques mondiales afin de redynamiser les opérations de pari mutuel qui subissent la concurrence accrue des opérations de cotes fixes.

## Principales entreprises proposant du matériel ou des systèmes électroniques de prises de paris mutuels
- GTech (États-Unis)
- Scientific Games (UK)
- PMU (France)
- Groupe Carrus (France)
- EssNet (en) (Suède)
- Honoré Gaming (France)

## Le pari mutuel à l'international
- France : exploité par PMU
- Côte d'Ivoire : exploité par LONACI
- Togo : exploité par LONATO

Note : De nombreux pays d'Afrique utilise le système du PMU français, soit sur les courses françaises, soit sur des courses locales.
Le PMU français s'exporte ; il y a des formateurs qui se déplacent ou des loteries étrangères qui viennent faire leur stage de formation en France.